# City Center Quimera
El City Center  es un complejo de dos torres en Cerro Colorado, Arequipa, Perú. La primera torre tiene 21 pisos y 85 metros de altura, y la segunda cuenta con 20 pisos y 81 metros, convirtiendo a dicho complejo en los edificios más altos fuera de la Ciudad de Lima; el  costo de la construcción fue alrededor de 40 millones de dólares y contiene diversos negocios como hoteles y oficinas para empresas de diversos rubros.

## Construcción
La construcción del complejo inició el 2012 pero tuvo que ser paralizada por problemas burocráticos, por lo cual la obra reinicio recién en 2016. Además de los edificios, el complejo cuenta con otros locales a su alrededor que se comenzaron a construir durante los años que estuvo paralizado los edificios centrales, estos locales se terminaron en 2015.

## Instalaciones
- Cadena hotelera Sonesta (5 estrellas)